# Université du centre d'études macroéconomiques d'Argentine
L'université du CEMA (en espagnol : Universidad del CEMA ou UCEMA) est une université privée argentine située dans le centre de Buenos Aires, près du quartier des affaires. Elle commence à fonctionner en 1978, sous le nom de Centre d'Études Macroéconomiques d'Argentine (Centro de Estudios Macroeconómicos de Argentina), puis devient une université en 1995.
L'UCEMA constitue l'un des principaux centres de diffusion en Argentine des idées de Milton Friedman et de Friedrich Hayek. Elle contribue notamment à influencer la politique économique du président Carlos Menem.

## Spécialisation
Elle offre 4 formations de premier degré, 9 formations de second degré, ainsi que 3 formations continues. Les plus prestigieuses sont ses programmes de MBA et Master & Doctorat en Finance, qui sont les plus réputés d'Argentine.
Diplômes de premier degré :
- Licence en Gestion d'entreprises,
- Licence en Économie,
- Licence en Sciences politiques,
- Licence en Ingénierie informatique.

Diplômes de second degré :
- MBA-Master en Direction d'entreprises,
- Master en Finance,
- Doctorat en Finance,
- Master en Économie,
- Doctorat en Économie,
- Master en Gestion bancaire,
- Master en Agrobusiness,
- Master en Évaluation de projets,
- Master en Sciences de l'État.

Actuellement l'UCEMA compte 125 professeurs et 1 000 étudiants ; il y a 3 300 anciens élèves. La bibliothèque possède plus de 29 000 volumes.
L'UCEMA a des programmes d'échange avec les universités suivantes :
- John E. Anderson Graduate School of Management, Université de Californie à Los Angeles, aux États-Unis,
- William E. Simon Graduate School of Business Administration, Université de Rochester, aux États-Unis,
- Institut Technologique Autonome du Mexique, au Mexique,
- Instituto Tecnológico y de Estudios Superiores de Monterrey, au Mexique,
- IBMEC, au Brésil,
- Université du Pacifique, au Pérou,
- Daniels College of Business, université de Denver, aux États-Unis,
- Richard H. Driehaus Center for International Business, Paul University, aux États-Unis,
- San Diego State University, aux États-Unis,
- Faculté d'Économie R.M. Goodwin, Collège des Spécialisations Bancaires, Université de Sienne, en Italie,
- Red River College, au Canada,
- Graduate School of Management de l'Audencia Nantes, en France,
- Wageningen Universiteit, WSM Business School, aux Pays-Bas,
- European Business School of London, au Royaume-Uni,
- Faculté de Sciences Économiques et d'Entreprise, Université de Barcelone, en Espagne,
- College of Agriculture, Université de l'Iowa, aux États-Unis,
- CETYS, au Mexique,
- Faculté d'Économie et d'Administration des Entreprises, Universiteit van Tilburg, aux Pays-Bas,
- Faculté d'Économie, UNIANDES — Université des Andes —, Colombie.
- BBA ESSEC Business School, en France

L'UCEMA fait partie des associations suivantes :
- The Association of MBAs, UK
- The Association to Advance Collegiate Schools of Business, USA
- L'Association d'Économie Latino-Américaine et Caraïbienne